# 島野愛友利
島野 愛友利（しまの あゆり、2004年2月20日 - ）は、大阪府大阪市西区出身の女子野球選手。神戸弘陵学園高等学校卒業。2022年から読売ジャイアンツ女子硬式野球チームに所属。

## 経歴
小学生時代に兄の影響から野球を始め西ファイターズに入団。中学1年生からは名門硬式野球チームの大淀ボーイズに入団。最速123km/hを記録するピッチングでエース番号1を背負い、全日本中学野球選手権大会ジャイアンツカップで優勝、女性初の胴上げ投手になる。卒業後は神戸弘陵学園高校に進学し女子硬式野球部に入部し寮生活を送る。
2021年8月23日、女子野球としては史上初めて決勝戦が阪神甲子園球場で行われた第25回全国高等学校女子硬式野球選手権大会において、最終回の7回表からマウンドに上がり、高知中央高校を3者凡退に抑えて胴上げ投手となった。
高校時代までの主な球歴
- ボーイズ春季全国大会2017年（1回戦）
- ボーイズ選手権大会2018年（2回戦）
- 全日本中学野球選手権大会 ジャイアンツカップ2018年（優勝）
- 全国高等学校女子硬式野球選抜大会2019年（優勝）
- 全国高等学校女子硬式野球選手権大会2019年（2回戦）
- 全国高等学校女子硬式野球選抜大会2021年（ベスト4）
- 全国高等学校女子硬式野球選手権大会2021年（優勝）

### 巨人女子時代
2021年12月8日、読売ジャイアンツが2023年からの始動を目指す女子硬式野球チームの1期生として入団することが発表された。ポジションは投手兼内野手、背番号は89。巨人同期には同ボーイズ出身の京本眞がいる。
2022年はチーム1期生は4名のみだったこともあり、原辰徳（当時監督）をはじめチームの計らいもあり一軍宮崎春季キャンプに帯同・参加。アップやシートノックでは男子選手に混ざって練習したり、選手・コーチから個別にアドバイスを受けるなど球界初の試みとなった。練習は男子が利用しない時間や休養日を利用して、ひなたサンマリンスタジアム、サンライズブルペン、木の花ドーム、同公園のサブ球場などで行った。また、このキャンプ参加をきっかけに桑田真澄を通してMattから化粧品が送られ、その後もチームメンバーとの交流が続いている。
22年シーズン中は巨人OBが監督のゴールドジム女子硬式野球部に派遣され試合経験を重ねる。クラブ選手権は準々決勝まで進出し、チーム初の全日本ベスト8などチームに貢献した1人となった。平日などの出場がない日には、二軍公式戦のボールガールやアカデミーコーチ業務を行っており、幼稚園・保育園から小学校までを対象に学校園に出向き野球指導をしている。
2023年シーズンは巨人女子としてチーム本格始動。リーグでは内野出場がメインで2・3塁についた。6月28日、同月21日の練習中に右膝前十字靭帯断裂および内側側副靭帯帯損傷、内側半月板損傷の診断を受けたと発表。8月1日に右膝鏡視下靱帯再建術および外側半月板縫合術を受け、リハビリに取り組んでいる。今シーズンのリーグ投手成績は2回1安打0失点 防御率0.00、打撃成績は11試合に出場し31打数10安打7得点 打率3割2分3厘で終えた。
12月から少年野球のマンガ「BUNGO-ブンゴ-」と週刊ヤングジャンプの連載10周年記念として、ジャイアンツカップとコラボが決定し、ナビゲーターに島野が起用された。この企画では島野が各月にゲストと少年野球時代や当時の大会などについて振り返る内容となっている。

## 選手として・人物

### 選手として
- ストレートは最速123km/h。変化球はカーブ、チェンジアップ[17]。

### 人物
- 三人兄弟の末っ子[18]。長兄、次兄ともに野球をしており、自身も含めいずれも関西圏の強豪校の野球部に所属し、甲子園大会への出場などを果たしている[18]。長兄は大阪桐蔭高校在籍時には第87回選抜高等学校野球大会、第88回選抜高等学校野球大会等に出場し、高校卒業後は龍谷大学に進学し野球部に所属[18]。大学卒業後は会社員として勤務している[18]。次兄は履正社高校在籍時には2020年甲子園高校野球交流試合に出場[19]。高校卒業後には帝京大学硬式野球部でプレーした[18]。
- 学生時代にはホリプロに所属し、野球選手として密着取材や番組出演などを行っていた[1]。

## 詳細情報

### 記録
高校
- 初出場：2019年5月25日、京都外大西B戦、9番・三塁手で出場
- 初打席：同上、1回裏1死満塁で空振り3球三振
- 初安打・初打点：同上、2回裏2死一三塁で遊撃適時内野安打
- 初登板：同上、5回表に2番手で救援登板、1回無失点

### ヴィーナスリーグ
ゴールドジム
 投手記録
- 初登板・初先発：2022年4月29日、対ハナマウイ（埼玉栄高校総合グラウンド）、先発 5回4失点

 打撃記録
- 初出場・初先発出場：2022年4月23日、対日大国際（袖ヶ浦市営）、6番三塁手で先発出場
- 初打席・初安打・初打点：同上、1回表に前田祐里から2点適時中二塁打
- 初盗塁：2022年5月28日、対アサヒトラスト（袖ヶ浦市営）、3回裏に二盗

巨人女子
 投手記録
- 初登板・初先発：2023年5月20日、対埼玉西武LL、7回表に3番手で救援登板、1回無失点

 打撃記録
- 初先発出場：2023年4月16日、対秀明大学（袖ヶ浦市営）、2番二塁手で先発出場
- 初打席・初安打：同上、1回表に石原咲羽から右安打
- 初打点：2023年4月22日、対アサヒトラスト（田ヶ谷）、4回表に藤田捺己から中適時打
- 初盗塁：2023年6月17日、対侍（袖ヶ浦市営）、1回裏に二盗

### 背番号
- 89 （2019年 - ）